# Boloto Zayelove
Boloto Zayelove är ett träsk i Belarus. Det ligger i den västra delen av landet, 210 km sydväst om huvudstaden Minsk.
I omgivningarna runt Boloto Zayelove växer i huvudsak blandskog. Runt Boloto Zayelove är det ganska glesbefolkat, med 38 invånare per kvadratkilometer.